# Camilla Rinaldo Miller
Camilla Maria Karolina Rinaldo Miller, född 20 maj 1969 i Rumskulla församling i Kalmar län, är en svensk politiker (kristdemokrat). Hon är riksdagsledamot (statsrådsersättare) sedan 2022 för Jönköpings läns valkrets.
Rinaldo Miller kandiderade i riksdagsvalet 2022 och blev ersättare. Hon är statsrådsersättare för Acko Ankarberg Johansson sedan 24 oktober 2022. I riksdagen är Rinaldo Miller suppleant i arbetsmarknadsutskottet, justitieutskottet, kulturutskottet och socialförsäkringsutskottet.